# تاكيشي سوزوكي (مترجم)
تاكيشي سوزوكي (باليابانية: 鈴木斌؛ بالكانا: すずき たけし) هو مترجم ياباني، ولد في 1932 في طوكيو في اليابان، وتوفي في 2005 بسبب سرطان.